# Lac du Bras Coupé
Pour les articles homonymes, voir Bras Coupé.
Le lac du Bras Coupé est un plan d'eau douce de la partie Sud du territoire de Eeyou Istchee Baie-James (municipalité), dans la région administrative du Nord-du-Québec, dans la province de Québec, au Canada. La superficie du lac Du Bras Coupé s'étend entièrement dans les cantons de Lescure, sur le territoire du gouvernement régional d'Eeyou Istchee Baie-James (municipalité), au sud de Chapais (Québec).
La foresterie constitue la principale activité économique du secteur. Les activités récréotouristiques arrivent en second, grâce à un plan d’eau navigable d’une longueur de 22,3 km (soit la pleine longueur du lac).
Le bassin versant du « lac Du Bras Coupé » est accessible grâce à la route forestière (sens Est-Ouest) desservant la partie Sud du Lac et longeant du côté Nord la limite des cantons de Lescure et de Brouillettes.
La surface du lac Du Bras Coupé est généralement gelée du début de novembre à la mi-mai, toutefois la circulation sécuritaire sur la glace se fait généralement de la mi-novembre à la mi-avril.

## Géographie
Formé par un élargissement de la rivière Opawica, le « lac du bras coupé » est en forme de fer à cheval ouvert vers le Sud-Ouest (dont le sommet du U inversé est penché vers l’Est) ; ce lac comporte une presqu’île rattachée au côté Sud du lac et s'étirant sur 8,6 km vers le Nord-Est.
En parallèle du côté Sud-Est, une presqu’île s’étirant sur 6,2 km vers le Sud-Ouest délimite le bras Est du Lac du Bras Coupé (rivière Opawica) et le "Lac de la Baie". Une autre presqu’île s’étirant aussi vers le Sud-Ouest en parallèle à la précédente sur 4,4 km à partir du Nord-Est délimite les "lac de la Baie" et lac Rane.
Finalement, une quatrième presqu’île s’étire vers le Nord-Est sur 7,1 km délimitant le lac Rane et un segment du cours de la rivière Opawica qui reçoit les eaux du Lac des Vents (rivière Opawica). Le cours de la rivière Opawica contourne ces presqu'îles.
Le « lac du bras coupé » comporte une longueur de 22,3 km, une largeur maximale de 3,3 km et une altitude de 343 m. Le courant de la rivière Opawica traverse ce lac sur 20,3 m, soit presque sa pleine longueur. Le lac du Bras Coupé comporte de nombreuses baies, presqu’îles et îles. La rivière Opawica traverse cet ensemble de plans d’eau dont les principaux sont le « lac Du Bras Coupé », le "lac de la Baie", le lac Rane, le lac des Vents (rivière Opawica), le lac Irène et le lac Caopatina (qui reçoit la décharge du lac Surprise via la rivière Roy).
Le lac du Bras Coupé s’approvisionne du côté Nord-Ouest par la décharge du lac Denning et la décharge du lac Lescure ; au nord-est par la décharge du lac Gantier et la décharge du lac Sébastien ; au sud, par la décharge du lac Bernard.
L’embouchure de ce "lac du Bras Coupé" est située au Sud-Ouest du lac. De là, le courant de la rivière Opawica coule sur 10,9 km vers le Sud-Ouest jusqu'à la rive Est du lac Doda. Cette embouchure est localisée à :
- 70,3 km au Sud-Est de l’embouchure de la rivière Opawica (confluence avec la rivière Chibougamau) ;
- 348 km au Sud-Est de l’embouchure de la rivière Nottaway ;
- 74,7 km au Nord-Ouest d’une baie du réservoir Gouin ;
- 59,8 km au Sud-Ouest du centre-ville de Chibougamau ;
- 86,0 km à l’Est du centre du village de Waswanipi[1].

Les principaux bassins versants voisins du ""lac Du Bras Coupé" sont :
- côté Nord : rivière Obatogamau, rivière Irène ;
- côté Est : lac Irène, lacs Obatogamau, rivière Opawica, lac des Vents (rivière Opawica), lac La Dauversière ;
- côté Sud : lac des Vents (rivière  Opawica), lac Caopatina, lac Surprise (rivière Roy) ;
- côté Ouest : lac Doda, lac Françoise (rivière Opawica), rivière Opawica.

## Toponymie
Cette hydronyme a été officialisé en 1935 par la Commission de géographie du Québec. Ce nom traduit la forme particulière de ce bras de la rivière Opawica entrecoupé par quatre grandes presqu’îles en aval du Lac des Vents (rivière Opawica).
Le toponyme "lac Du Bras Coupé" a été officialisé le 5 décembre 1968 par la Commission de toponymie du Québec, soit lors de sa création.